# Gabriel Correa Guzmán
Gabriel José Correa Guzmán (Maracay, Aragua, 17 de febrero de 1989) es un exbeisbolista, modelo, actor, Mister Venezuela 2015, Mister Supranational Venezuela 2017 y Mister Supranacional 2017.

## Biografía
Gabriel nació en la ciudad de Maracay. Desde muy pequeño comenzó en el mundo del béisbol, pero sufrió una lesión en un tendón de la mano derecha que lo obligó a dejar el campo de juego. Asimismo le impidió el ingreso a las grandes ligas.
Comenzó a modelar en el 2008; sin embargo, se retiró porque estaba enfocado en sus estudios de Producción Industrial.
Correa participó en la décima cuarta edición del Mister Venezuela 2015, la cual se celebró el 23 de mayo de 2015 en el estudio 6 de Venevisión de la ciudad de Caracas, Venezuela, en dicha competencia se enfrentó 13 participantes; al final de la velada obtuvo el título de Mister Venezuela por manos de su predecesor Jesús Antonio Casanova, Mister Venezuela 2014.
Con dicha victoria, Gabriel ganó el derecho de representar a Venezuela en el Míster Mundo 2016, el cual se llevariá a cabo el sábado 19 de julio de 2016 en Inglaterra, Reino Unido, pero no asistió al evento por razones que la organización Miss Venezuela no reveló.
El 10 de junio de 2017, durante la noche final del Mister Venezuela 2017, Gabriel anunció por redes sociales que asistiría a la segunda edición del Mister Supranacional el cual se llevó a cabo el 2 de diciembre en Polonia resultando con el primer venezolano en ganar dicho concurso.

## Televisión
| Año  | Televisión              | Empresa    | Rol                           |
| ---- | ----------------------- | ---------- | ----------------------------- |
| 2015 | Míster Venezuela        | Venevisión | Ganador                       |
| 2016 | Entre mi amor y tu amor | Venevisión | Victor Hugo Ancízar Monserrat |

## Cronología
| Predecesor: Diego Garcy     | Mister Supranacional 2017           | Sucesor: Prathamesh Maulingkar |
| Predecesor: Jesús Casanova  | Mister Venezuela 2015               | Sucesor: Renato Barabino       |
| Predecesor: Gustavo Acevedo | Mister Supranational Venezuela 2017 | Sucesor: Jeudiel Condado       |